# NGC 819
NGC 819 је спирална галаксија у сазвежђу Троугао која се налази на NGC листи објеката дубоког неба.
Деклинација објекта је + 29° 14' 5" а ректасцензија 2h 8m 34,5s. Привидна величина (магнитуда) објекта NGC 819 износи 13,4 а фотографска магнитуда 14,3. NGC 819 је још познат и под ознакама UGC 1632, CGCG 504-17, KUG 0205+289, IRAS 02056+2859, PGC 8174.